# Eivind Nielsen

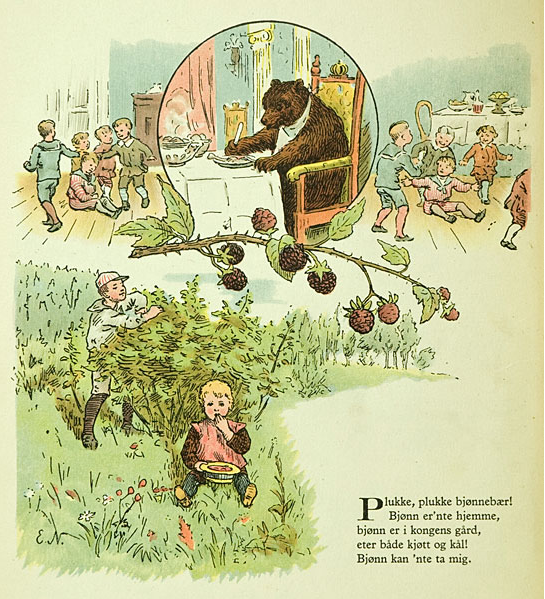
Illustration av Eivind Nielsen i Norsk Billedbog for børn.

Eivind Nielsen, född 18 juni 1864, död 13 juli 1939, var en norsk målare.
Nielsen utförde 1897-99 takmålerier i Nasjonalteatret i Oslo men var för övrigt mer verksam som tecknare än som målare. Han blev bland annat känd för sina illustrationer till barnböcker. Nielsen är representerad på Göteborgs konstmuseum.